# سرزمین عسل
سرزمین عسل (مقدونی: Медена земја) فیلمی در ژانر مستند است به کارگردانی تامارا کوتوسکا و لوبومیر استفانو که در سال ۲۰۱۹ منتشر شد. این فیلم در نود و دومین دوره جوایز اسکار در دو رشته بهترین فیلم خارجی‌زبان و بهترین مستند نامزد شده‌است.